# Simon Bar Kokhba
Simon Bar Kokhba (tiếng Hebrew: שמעון בר כוכבא) (chết năm 135 sau công nguyên) là một nhà lãnh đạo người Do Thái nổi tiếng và được ghi danh trong sử sách dân tộc Do Thái qua cuộc Khởi nghĩa Bar Kokhba chống lại Đế quốc La Mã năm 132 sau công nguyện. Thầy đạo Simon Bar Kokhba sáng lập một nhà nước quốc gia Do Thái độc lập và tự chủ trong vòng ba năm. Đất nước Do Thái bị xâm lược bởi Đế quốc La Mã năm 135 sau một cuộc chiến tranh hai năm rưỡi.